# جيمس د. لا بيل
جيمس د. لا بيل (بالإنجليزية: James D. La Belle)‏ هو عسكري أمريكي، ولد في 22 نوفمبر 1925 في كولومبيا هايتس في الولايات المتحدة، وتوفي في 8 مارس 1945.